# Tobias Potye
Tobias Potye (Monaco di Baviera, 16 marzo 1995) è un altista tedesco, vincitore della medaglia d'argento agli europei di Monaco 2022.

## Palmarès
| Anno | Manifestazione    | Sede      | Evento        | Risultato      | Prestazione | Note |
| ---- | ----------------- | --------- | ------------- | -------------- | ----------- | ---- |
| 2013 | Europei juniores  | Rieti     | Salto in alto | Oro            | 2,20 m      |      |
| 2014 | Mondiali juniores | Eugene    | Salto in alto | 9º             | 2,17 m      |      |
| 2015 | Europei U23       | Tallinn   | Salto in alto | 8º             | 2,18 m      |      |
| 2017 | Europei U23       | Bydgoszcz | Salto in alto | 10º            | 2,10 m      |      |
| 2018 | Europei           | Berlino   | Salto in alto | 16º (q)        | 2,21 m      |      |
| 2021 | Europei indoor    | Toruń     | Salto in alto | 4º             | 2,26 m      |      |
| 2022 | Mondiali          | Eugene    | Salto in alto | 19º (q)        | 2,21 m      |      |
| 2022 | Europei           | Monaco    | Salto in alto | Argento        | 2,27 m      |      |
| 2023 | Europei indoor    | Istanbul  | Salto in alto | 4º             | 2,26 m      |      |
| 2023 | Mondiali          | Budapest  | Salto in alto | 5°             | 2,33 m      |      |
| 2024 | Giochi olimpici   | Parigi    | Salto in alto | Qualificazione | nm          |      |
| 2025 | Europei indoor    | Apeldoorn | Salto in alto | 6º             | 2,17 m      |      |

## Altre competizioni internazionali
- Bronzo ai Campionati europei a squadre di atletica leggera ( Madrid), salto in alto - 2,24 m